# Arriva
Arriva PLC ist ein britisches Verkehrsunternehmen, das als Bus- und Bahndienstleister in zehn europäischen Ländern operiert und im Jahr 2021 rund 1,31 Milliarden Kunden beförderte. Von 2010 bis 2023 gehörte das Unternehmen unter der Marke DB Arriva zum Konzern der Deutschen Bahn. Im Oktober 2023 verkaufte die Deutsche Bahn das Tochterunternehmen an den Infrastrukturinvestor I Squared Capital.

## Geschichte

### Gründung und erste Jahre
Die Familie Cowie begann 1931 im nordenglischen Sunderland mit einer Reparaturwerkstatt für Motorräder, 1934 wurde mit dem Handel von Motorrädern der Betrieb ausgeweitet. Das Unternehmen der Familie Cowie endete 1942 vorerst durch die Ereignisse während des Zweiten Weltkriegs. 1948 wurde das Geschäft mit Motorrädern wieder aufgenommen, wofür 1952 eine Filiale in Newcastle eingerichtet wurde. Ab 1955 folgten weitere Zweigstellen in Newcastle, Durham und Stockton-on-Tees. 1960 wurde das Geschäft durch Übernahme des schottischen Motorradhändlers J.R. Alexander mit Standorten in Edinburgh und Glasgow erweitert. Da sich der Markt für motorisierte Individualverkehrsmittel vom Zweirad zum Pkw verlagerte, wurde 1962 der Handel mit Automobilen in Sunderland aufgenommen. Bereits 1963 wurde 80 % des Umsatzes mit dem Automobilhandel gemacht. Die Gesellschaftsform des Unternehmens wurde 1965 geändert in T Cowie plc (Aktiengesellschaft mit Notierung an der Londoner Börse). Außerdem wurden zwei weitere Automobilhändler in Redcar und Sunderland übernommen, man trat besonders als Ford-Händler auf. Das Geschäft wurde in den 1970er Jahren durch weitere Übernahmen im Fahrzeugsektor weiter vergrößert.
1980 erfolgte die Übernahme der George Ewer Group mit weiteren Aktivitäten, wozu auch Eastern Tractors gehörte. Mit der dazugehörenden Grey-Green Coaches in London begann der erste Schritt in den Bussektor. Grey-Green bot damals u. a. im Londoner Umgebung Pendelerdienste mit Reisebussen an. Nach der Deregulierung der öffentlichen Buslinien gewann Grey-Green 1987 erste Ausschreibungen von Londoner Stadtbuslinien für London Transport. Am 29. September 1994 übernahm die Cowie Group plc Leaside Buses mit rund 530 Bussen als Teil der privatisierten Londoner LBL-Tochterunternehmen. Am 10. Januar 1995 folgte die Übernahme von South London mit 447 Fahrzeugen. Es folgten weitere Übernahmen von Busunternehmen wie Kentish Bus (1997), County Bus und London Links Ltd (1999).
Durch die bis dahin größte Übernahme von British Bus Group plc im Jahr 1996 wurde das Unternehmen zu einem der führenden Busbetreiber in Großbritannien.
1997 wurde die Cowie Group schließlich in Arriva umbenannt.

### Übernahme und Verkauf durch die Deutsche Bahn
Im März 2010 kündigte die Deutsche Bahn ein öffentliches Übernahmeangebot mit einem Wert von 2,8 Mrd. Euro für Arriva an. Am 27. August 2010 wurde die Übernahme vollzogen und die Börsennotierung an der Londoner Börse aufgehoben. Einerseits wurden die Tätigkeiten in Deutschland (heute firmierend unter Netinera) im Zuge der Übernahme an ein Konsortium um Trenitalia verkauft. Andererseits wurden die bisherigen Auslandsaktivitäten im Personenverkehr des Konzerns jetzt Arriva zugeordnet (z. B. Chiltern Railways).
Mitte Mai 2013 hatte die Deutsche Bahn die mitteleuropäischen Regionalverkehrsleistungen von Veolia Transdev komplett übernommen, die unter der Marke Veolia Transport Central Europe geführt wurden. Damit verstärkte DB Arriva seine Aktivitäten in Polen, der Slowakei und Tschechien und dehnte diese erstmals auf die Länder Kroatien, Serbien und Slowenien aus. Dadurch wurden 6300 Mitarbeiter und 3400 Fahrzeuge an 60 Standorten übernommen. Im Jahr 2012 betrug der Umsatz 253 Millionen Euro. Die größten übernommenen Ländergesellschaften waren in Tschechien und Polen.
In Malta wurde Arriva im Rahmen der Reform des Transportsystems als neuer Betreiber ausgewählt und betrieb ab dem 3. Juli 2011 den Busverkehr. Der Vertrag wurde zum Jahreswechsel 2013/2014 vorzeitig beendet.
Arriva ist 2021 in die Sparten UK Bus mit 13.398 Beschäftigten (2019: 15.130), UK Trains mit 4.844 Beschäftigten (2019: 11.215) und Mainland Europe mit 25.572 Beschäftigten (2019: 24.585) gegliedert.
Wegen eines Gewinnrückgangs der Deutschen Bahn im Jahr 2018 beabsichtigte das Unternehmen, die Tochtergesellschaft Arriva zu veräußern. Aufgrund bis dahin unbekannter Pensionsverpflichtungen von 432 Millionen Euro sowie eines mehrjährigen Investitionsstaus zeigten potentielle Investoren ein geringes Interesse an dem Unternehmen. Mitte 2022 trennte sich Arriva von einer Landesgesellschaft und verkaufte das schwedische Bus- und Bahnunternehmen Arriva Sverige an die finnische VR Group. Der Verkauf weiterer Landesgesellschaften (in Dänemark, Polen und Serbien) wurde im September 2022 angekündigt und im Mai bzw. Juni 2023 abgeschlossen.
Der Vertrag über den Verkauf von Arriva an den Infrastrukturinvestor I Squared Capital wurde im Oktober 2023 unterzeichnet. Er wurde im Juni 2024 abgeschlossen. Nach unbestätigten Medienberichten soll der Kaufpreis rund 1,6 Milliarden Euro betragen.

### Leitung
Ab 2006 hatte David Martin, der bereits ab 1996 im Management für Arriva tätig war, die Leitung der DB Arriva inne. Am 1. Januar 2016 trat Manfred Rudhart seine Nachfolge als Vorstandsvorsitzender an, bis im Oktober 2020 diese Position an Mike Cooper übergeben wurde. Cooper war davor ab 2018 als Chef des Zugbetreibers Eurostar tätig.

## Vereinigtes Königreich

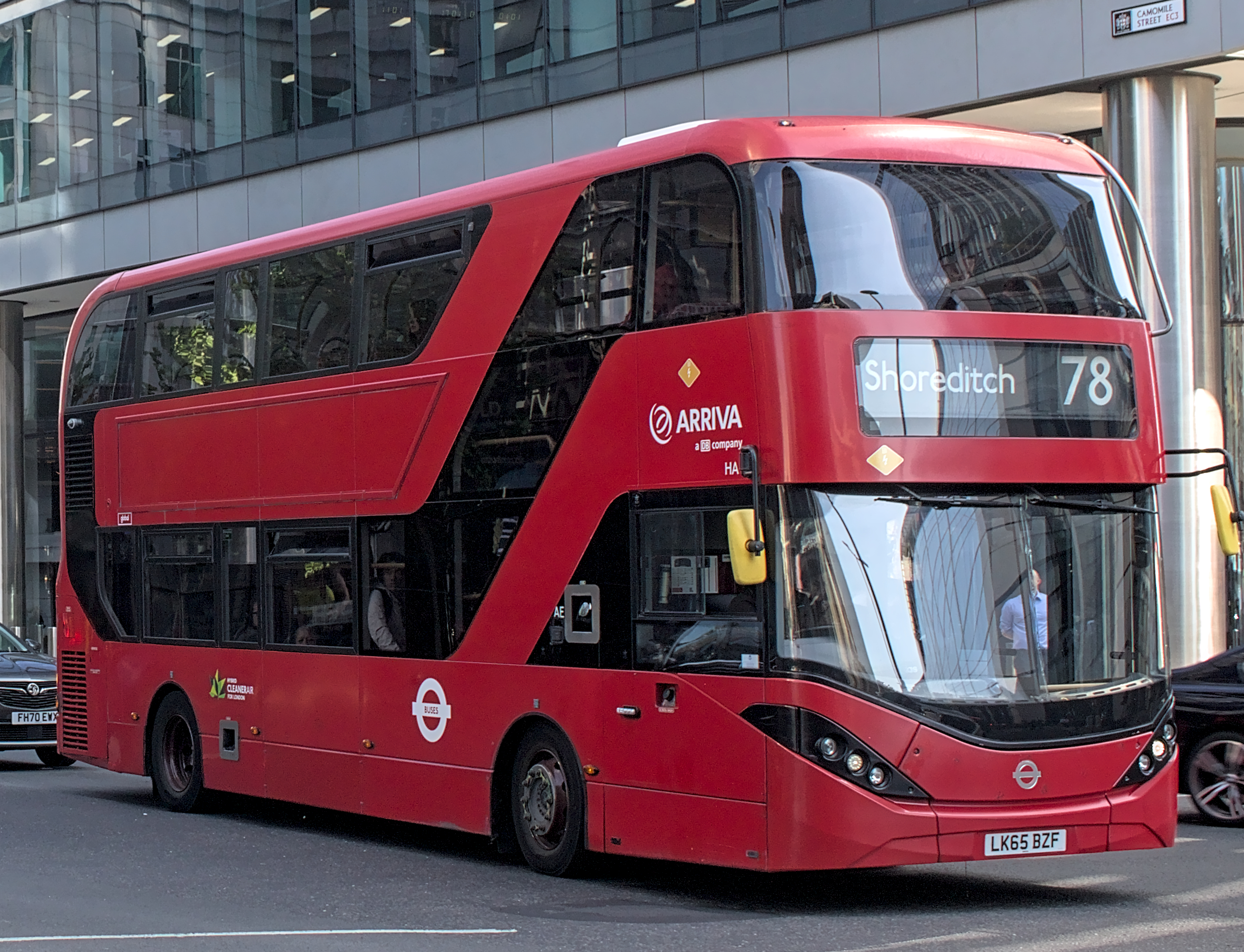
Arriva-Bus in London

### UK Bus
Arriva betreibt Busservices in den Midlands, North East England, North West and Wales, Scotland West, the Shires and Essex, Southern Counties und Yorkshire. Arriva ist zudem Betreiber von Busverkehren in London.
Anfang 2008 hatte Arriva ihr Portfolio in England mit der Übernahme von Telling Golden Miller erweitert und erbringt jetzt auch Dienste an den Flughäfen in London wie u. a. Shuttle-Services zu Hotels und Ersatzfahrten bei Flugzeugausfällen.

### UK Trains
Zu den von Arriva betriebenen Eisenbahnen gehörten ein Großteil der Bahnlinien von Wales mit Arriva Trains Wales (Trenau Arriva Cymru): Am 7. Dezember 2003 übernahm Arriva für 15 Jahre die Konzession der Bahnlinien in Wales von der NX Group (Wales and Borders Trains), wobei jeweils nach fünf Jahren eine Überprüfung stattfindet. Am 14. Oktober 2018 übernahm wiederum Transport for Wales/Trafnidiaeth Cymru diese Strecken. Bis 2004 wurden von der Arriva Trains North die Bahnlinien im Gebiet um Middlesbrough, darunter auch die Strecke der ehemaligen Stockton and Darlington Railway, betrieben. Am 10. Juli 2007 wurde Arriva das Franchise für das vorher von Virgin betriebene Subnetz Cross Country für die Zeit vom November 2007 bis April 2016 zugeteilt, dem noch Teile von Central Trains zugeschlagen werden.
In Zusammenhang mit der Übernahme durch die DB kamen Chiltern Railways, London Overground und Tyne and Wear Metro zu Arriva UK.
Zum 1. April 2016 ersetzte Northern, eine Marke von Arriva UK Trains den vormaligen Betreiber Northern Rail in Nordengland. Am 13. November 2016 übernahm Arriva den Betrieb der London Overground als Arriva Rail London.

## Kontinentaleuropa

### Derzeitiger Betrieb

#### Italien
Arriva stieg 2002 in den italienischen Busmarkt ein und gehört mittlerweile mit rund 3500 Mitarbeitern zu den großen Busbetreibern in Italien. Arriva betreibt unter anderem Busdienstleistungen in der Lombardei, Friaul-Julisch Venetien und Turin. 2012 wurde Arriva Italia Rail gegründet.

#### Kroatien
Mit der Übernahme von Veolia Transdev erfolgte Mitte Mai 2013 der Einstieg in den Busverkehr in Kroatien. Mit einer Flotte von 600 Bussen und mit 1400 Mitarbeitern bedient Arriva Hrvatska 11,7 Mio. Fahrgäste pro Jahr.

#### Niederlande

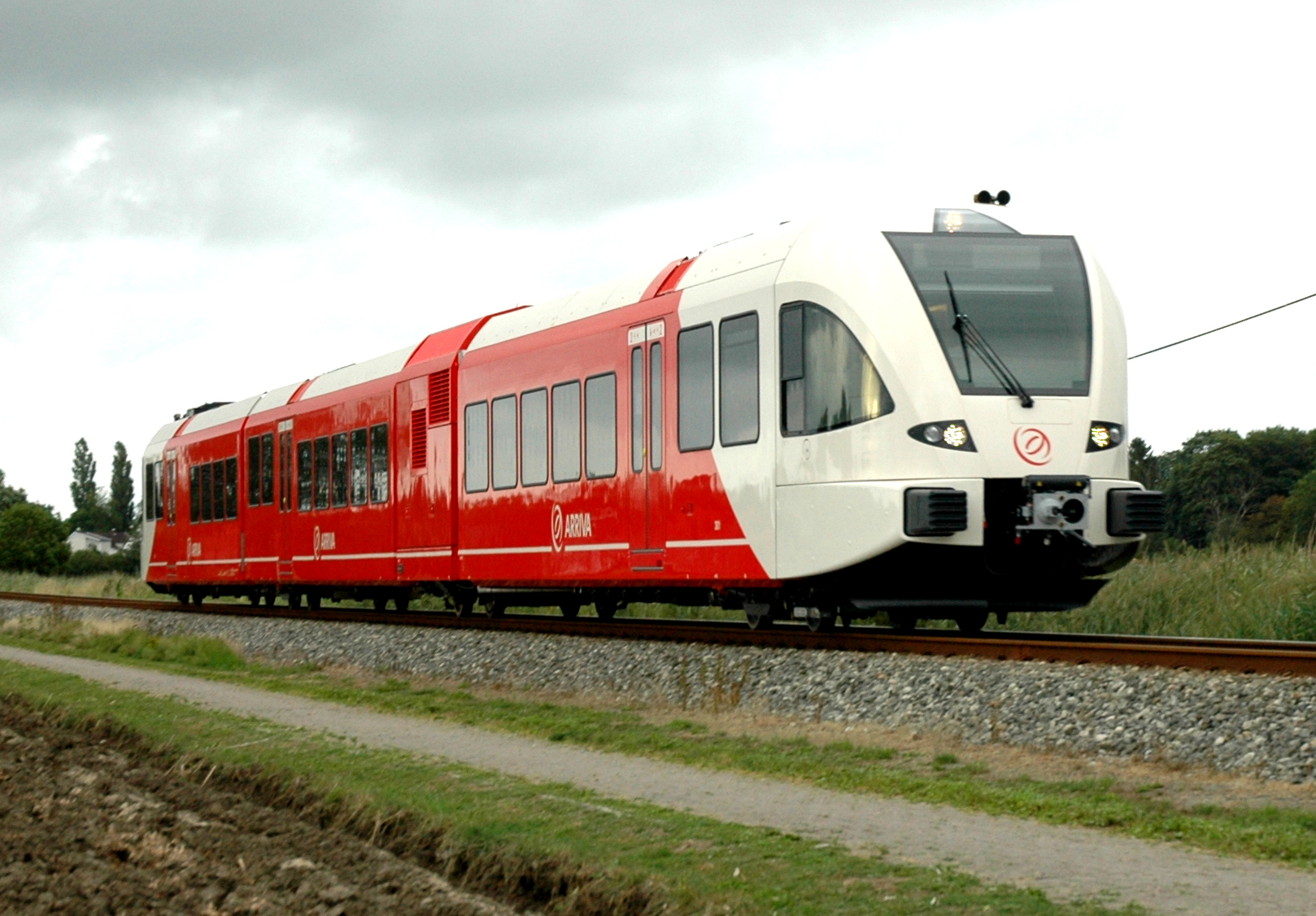
Triebwagen von Arriva Nederland

In den Niederlanden betreibt Arriva Personenvervoer Nederland zahlreiche Buslinien in der Hälfte der Provinzen (nicht in Noord-Holland, Utrecht und Zeeland aktiv). Darüber hinaus erhielt ihr Tochterunternehmen NoordNed gemeinsam mit der Niederländischen Eisenbahn NS (Nederlandse Spoorwegen) die Konzession für die Bahnlinien im Nordosten des Landes (Provinzen: Groningen, Friesland), dazu zählt auch die grenzüberschreitende Bahnstrecke Leer–Groningen. Arriva übernahm die Anteile am Konsortium im Jahr 2003 zu 100 %. Arriva betrieb zwischen 2007 und 2018 auch die Linie Dordrecht–Geldermalsen. Im Dezember 2016 übernahm Arriva den gesamten Busverkehr, sowie etliche Bahnlinien in der Provinz Limburg, unter anderem auch den grenzüberschreitenden Dreiländerzug (auch als RE 18 bezeichnet) zwischen Herzogenrath und Heerlen. Seit dem 27. Januar 2019 verkehrt die Linie auf deutscher Seite bis Aachen Hauptbahnhof und auf niederländischer Seite bis Maastricht sowie seit 30. Juni 2024 die Verlängerung nach Lüttich als S43 der S-Bahn Lüttich. Zum Einsatz kommen Fahrzeuge des Typs Flirt 3 von Stadler. Für den Busverkehr bestellte im Jahr 2015 Arriva 226 neue Busse. Im Bahnverkehr stehen 99 Stadler GTW und 36 Stadler-Flirt-3-Züge im Einsatz. 2017 wurden 18 neuentwickelte Stadler Wink bestellt. Die Limburger Abteilung von Arriva ist Mitglied im Aachener Verkehrsverbund.

#### Polen
Arriva RP ist im Regionalverkehr in der polnischen Woiwodschaft Kujawien-Pommern tätig. Das Unternehmen war bei der Gründung im Jahr 2007 das erste private Eisenbahnverkehrsunternehmen im Regionalverkehr in Polen.

#### Slowakei
Im Juli 2008 hatte Arriva 80 % der Anteile von Eurobus Invest erstanden und ist seitdem auch in Ungarn und der Slowakei mit Busverkehrsdiensten vertreten. Von Veolia Transdev wurden im Jahr 2013 weitere slowakische Busunternehmen übernommen. Mit der Mehrheitsbeteiligung an den Busunternehmen SAD Trnava und SAD Liorbus arbeiten seit dem Sommer 2015 über 2000 Mitarbeiter in der Slowakei für Arriva. Arriva verfügt dort über 1300 Busse.

#### Slowenien
Mit der Übernahme von Veolia Transdev erfolgte Mitte Mai 2013 der Einstieg in den Busverkehr in Slowenien. Ende 2015 wurde von Arriva noch das Busunternehmen Alpetour übernommen, das zahlreiche Buslinien im Nordwesten des Landes betreibt.
Arriva hat in Slowenien rund 975 Beschäftigte.

#### Spanien
In Spanien ist Arriva seit 1999 in Galicien mit 224 Bussen auf 25 Buslinien sowie in der Region Madrid und auf Mallorca aktiv.
Aufgrund der Marktöffnung im grenzüberschreitenden Verkehr durch das dritte Eisenbahnpaket sollen ab dem dritten Quartal 2019 täglich vier Hochgeschwindigkeitszüge mit ETCS auf der im Jahr 2015 eröffneten Strecke zwischen A Coruña und Vigo fahren – und danach bis Porto in Portugal.
Die 342 km lange Strecke zwischen A Coruña und Porto wird in zwei Stunden und 46 Minuten befahren – über Santiago de Compostela, Vigo, Valença und Nine.

#### Tschechien

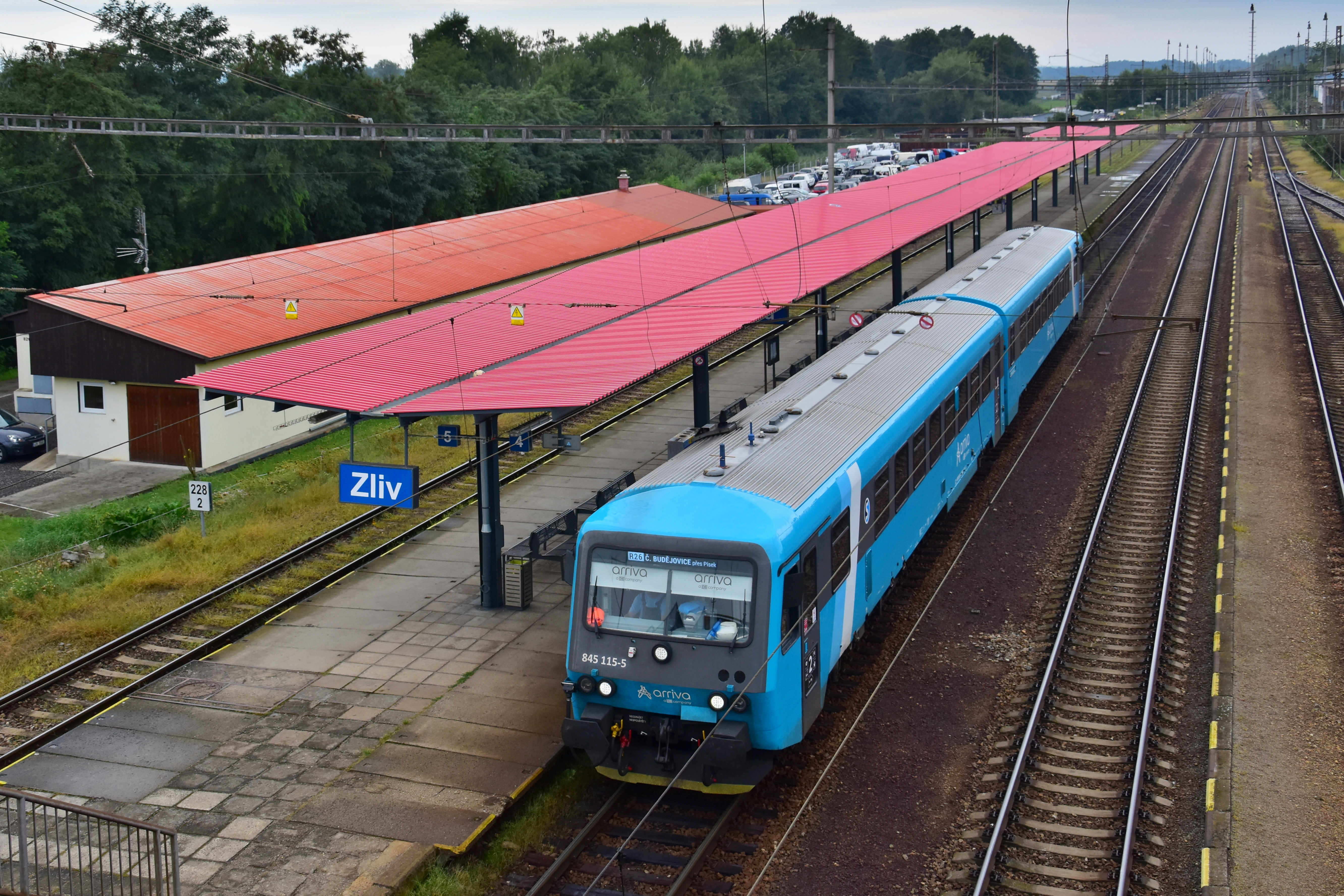

Arriva betrat 2007 den tschechischen Busmarkt durch ARRIVA holding Česká republika s.r.o. und betreibt seitdem die Busunternehmen Transcentrum Bus s.r.o., Bosák Bus s.r.o. und OSNADO s.r.o. im Norden von Prag (Praha) sowie im Südwesten von Prag.
Nach Übernahme von Veolia Transport Central Europe im Jahr 2013 kamen die Busverkehre Veolia Transport Praha s.r.o. (in der Region um Prag), Veolia Transport Východní Čechy a.s., Veolia Transport Morava a.s. (in der Region um Ostrava) und Veolia Transport Teplice s.r.o. (Teplitz) mit 2600 Beschäftigten und 1600 Fahrzeugen hinzu. Am 1. Juli 2013 wurden diese Unternehmen umbenannt in Arriva Praha s.r.o., Arriva Východní Čechy a.s., Arriva Morava a.s. und Arriva Teplice s.r.o. Ebenfalls 2013 übernahm Arriva zwei Busunternehmen von Abellio. Damit stieg die Zahl der Beschäftigten von DB Arriva in Tschechien auf rund 3100 und die der Busse auf über 2000 Fahrzeuge.
Der Oberleitungsbus Teplice ist das einzige von Arriva betriebene O-Bus-Netz.
Arriva Morava betreibt SPNV auf einer Strecke von 22 Kilometern (Železnice Desná). Seit dem 29. Februar 2016 wird werktags die Strecke von Prag nach Benešov im Zweistundentakt bedient. Die Fahrtdauer beträgt 51 Minuten. Weitere Züge verkehren täglich von Prag über Pardubice und Olmütz nach Trenčín in der Slowakei.

#### Ungarn
Seit der Übernahme von 80 % der Anteile von Eurobus im Juli 2008 ist Arriva auch in Ungarn vertreten. 2012 gewann VT Arriva (als VT Transman gegründetes Joint Venture zwischen Videoton und Arriva) eine Ausschreibung über Busverkehr in Budapest.

### Ehemalige Märkte

#### Dänemark

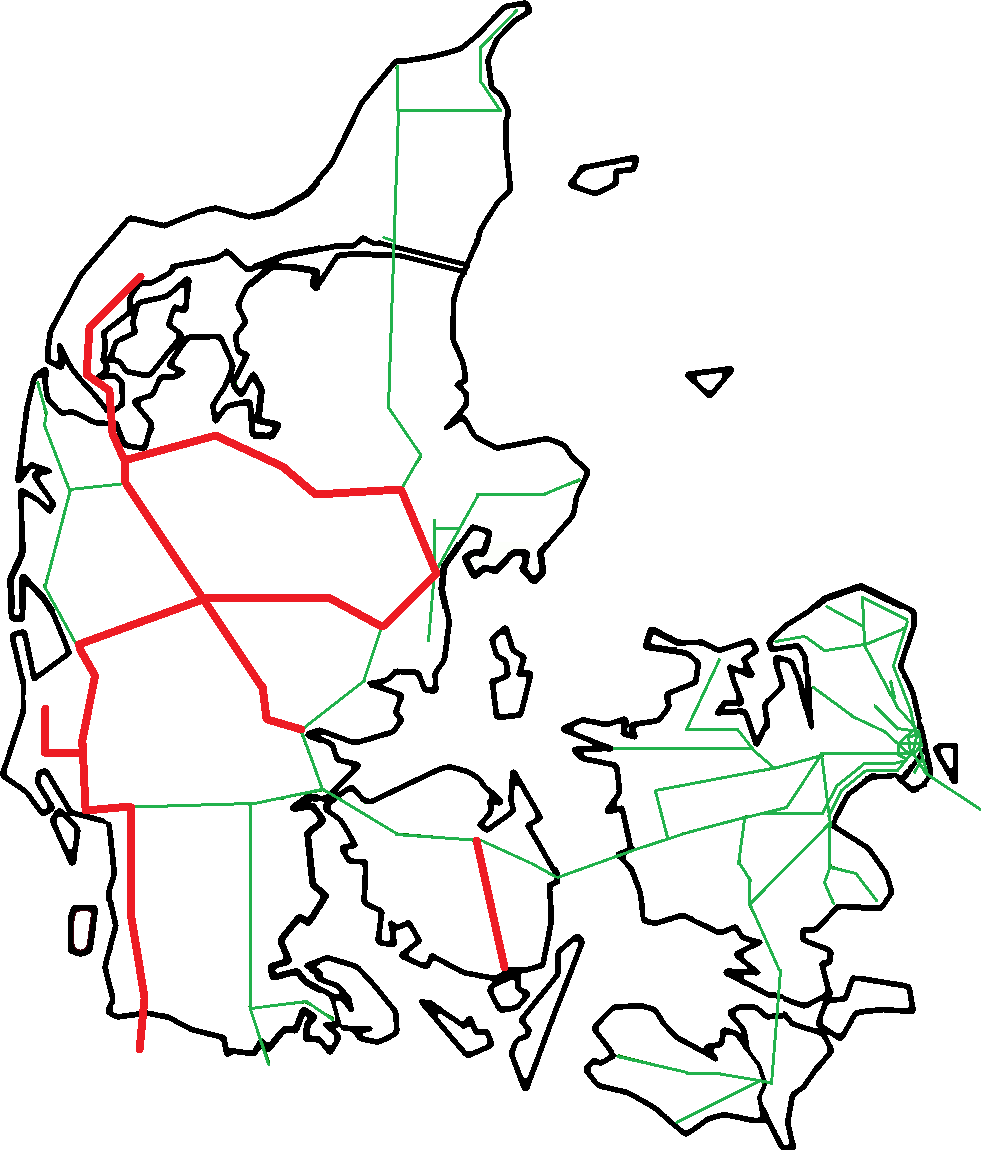
Von Arriva in Dänemark befahrene Eisenbahnstrecken in rot

Dänemark war der erste Verkehrsmarkt auf dem europäischen Festland, in den Arriva sich 1997 mit dem Kauf der Firma Unibus begab. In den folgenden Jahren wurden die Busgesellschaften Bus Danmark, Combus, Wulff Bus, Veolia Danmark und Pan Bus integriert. 2003 war Arriva Danmark das erste private Unternehmen, das Konzessionen für den Betrieb von Schienenpersonennahverkehr (SPNV) erhalten hatte. Diese Konzessionen erhielt Arriva 2009 erneut, sie wurden 2015 bis 2020 verlängert.[veraltet]
2018 war Arriva Dänemarks größter Busbetreiber und zweitgrößter Bahnbetreiber. Mit knapp 4000 Mitarbeitern werden Bus- und Bahndienstleistungen unter anderem in Kopenhagen (hier auch Hafenfähren, für die seit 2020 Boote des Typs Damen Ferry 2306 E3 zum Einsatz kommen) sowie die Bahnstrecken Aarhus–Skjern, Aarhus–Struer, Struer–Skjern, Thisted–Struer, Esbjerg–Skjern, Esbjerg–Nørre Nebel und Esbjerg–Niebüll in Mittel- und Nordjütland betrieben, seit dem 13. Dezember 2020 auch die Strecke Odense–Svendborg auf Fünen.
Im Raum Kopenhagen betreibt Arriva Danmark seit Herbst 2015 unter dem Konzept „DriveNow – Operated by Arriva“ 400 Elektroautos als Franchisenehmer von DriveNow Carsharing als Teil des öffentlichen Verkehrs. Die Fahrzeuge gehören zu den öffentlichen Verkehrsmitteln in Kopenhagen.
Im Jahr 2023 übernahm Mutares das dänische Arriva-Geschäft, das seit Anfang 2024 unter dem Namen GoCollective firmiert.

#### Deutschland
Im September 2004 übernahm die Arriva PLC die Prignitzer Eisenbahn Holding, die fortan als PE Arriva firmierte. Zur Holding gehörten neben der Prignitzer Eisenbahn auch die Ostdeutsche Eisenbahn und die Ostmecklenburgischen Bahnwerke. Ebenfalls im September 2004 kaufte die Arriva-Gruppe die Aktienmehrheit an der Regentalbahn vom Freistaat Bayern inklusive Tochterunternehmen wie z. B. die Vogtlandbahn.
Im Jahr 2007 gründeten die Arriva Deutschland und Verkehrsbetriebe Bachstein die Arriva Bachstein GmbH, die die Mehrheit an der Osthannoversche Eisenbahnen übernahm.
Im Busverkehr wurde Arriva unter anderem tätig nach der Übernahme von Autobus Sippel im Jahr 2005 sowie Verkehrsbetriebe Bils und Neißeverkehr im Jahr 2006. 2007 erwarb Arriva Deutschland die B.B.-Reisen, Betreiber des Stadtverkehrs in Neustrelitz und 2008 die Südbrandenburger Nahverkehrs GmbH.
Im Zuge der Übernahme des Arriva-Konzerns durch die Deutsche Bahn wurde Arriva Deutschland aus wettbewerbsrechtlichen Gründen zum Jahreswechsel 2010/2011 an die italienische Staatsbahn Ferrovie dello Stato Italiane verkauft und firmiert seitdem als Netinera Deutschland.

#### Malta
Im Rahmen einer umfassenden Umstrukturierung des Busverkehrs übernahm Arriva im Juli 2011 den Busverkehr auf Malta für 10 Jahre mit neuen Bussen von King Long und gebrauchten Citaro G aus London. Im August 2013 mussten die Gelenkbusse aus dem Verkehr gezogen werden, nachdem innerhalb von 48 Stunden zu drei Bränden an den Fahrzeugen gekommen ist. Auch aufgrund weiterer Probleme bei der Erfüllung der Qualitätsstandards machte Arriva seit Betriebsstart Verluste von 50 Millionen Euro. Zu Beginn des Jahres 2014 wurde der Busbetrieb unter dem Namen Malta Public Transport verstaatlicht und später vom spanischen Unternehmen ALSA übernommen.

#### Polen
In Polen war Arriva bis Mitte Mai 2013 mit der Tochtergesellschaft Arriva RP nur im regionalen Eisenbahnverkehr tätig. Seitdem wurde durch die Übernahme von Veolia Transdev auch Busverkehr im Norden und Süden des Landes betrieben (1300 Beschäftigte und 840 Fahrzeuge).
Das Busgeschäft wurde im Jahr 2023 durch Mutares übernommen und firmiert seit Anfang 2024 unter dem Namen Relobus. Der Bahnverkehr der Arriva RP verbleibt bei der Arriva-Gruppe.

#### Portugal
Portugal wurde von Arriva 2000 durch eine Akquisition im Nordwesten betreten. Arriva war in der Umgebung der Hauptstadt Lissabon aktiv, unter anderem mit einer Beteiligung am größten portugiesischen Verkehrsunternehmen Barraqueiro Transportes. Das Unternehmen Transportes Sul do Tejo gehörte vollständig der Gruppe. Im Dezember 2022 wurde das Unternehmen an die israelische Dan Group verkauft. Ebenso wurden die Anteile an Barraqueiro Transportes veräußert an den Mehrheitsaktionär HPGP SGPS, S.A.

#### Schweden
Bis zum Verkauf an die VR Group im Jahr 2022 hatte Arriva in Schweden mit der Landesgesellschaft Arriva Sverige ebenfalls als Bus- und Bahnunternehmen fungiert. Seit Sommer 2007 wurden die Pågatåg genannten Regionalbahnlinien in Schonen im Süden des Landes betrieben. Im März 2009 kamen die Buslinien um Märsta und auf den Inseln des Mälaren im Auftrag von SL hinzu.
Seit 2010 hatte Arriva zudem die „Östgotapendeln“ genannten Regionalbahnlinien in der Region Östergotland betrieben. Im August 2012 hatte das Unternehmen auch den Bus- und Bahnverkehr der Hauptstadt Stockholm übernommen. Der Vertrag hatte eine Laufzeit von 12 Jahren. Ab Januar 2013 betrieb Arriva Sverige die drei Strecken der Roslagsbanan.
Erhebliche Startprobleme bei den Verkehren in Stockholm und die daraufhin zu zahlenden hohen Strafen – die höchsten jemals im schwedischen Nahverkehr fälligen Pönalen – führten dazu, dass Arriva Sverige im Jahr 2013 einen Verlust von 326 Mio. SEK (35,3 Mio. Euro) machte und nur durch einen Zuschuss des Eigentümers DB vor dem Bankrott bewahrt werden konnte.
In Schweden arbeiteten für das Unternehmen 3500 Mitarbeiter, die Flotte bestand aus 800 Bussen, 122 Zügen und 65 Straßenbahnwagen.

#### Serbien
Mitte Mai 2013 erfolgte durch die Übernahme von Veolia Transdev der Einstieg in den Busverkehr in Serbien.
Im Jahr 2023 wurde das serbische Geschäft an Mutares veräußert und Anfang 2024 umfirmiert in Mobilitas.

## Fahrzeuge
Zum Jahresende 2015 verfügte Arriva über rund 16.000 Busse, 25 Diesellokomotiven, über 700 Triebzüge (davon etwa 50 Straßenbahnwagen), rund 2000 Triebwagen und knapp 100 Reisezugwagen.

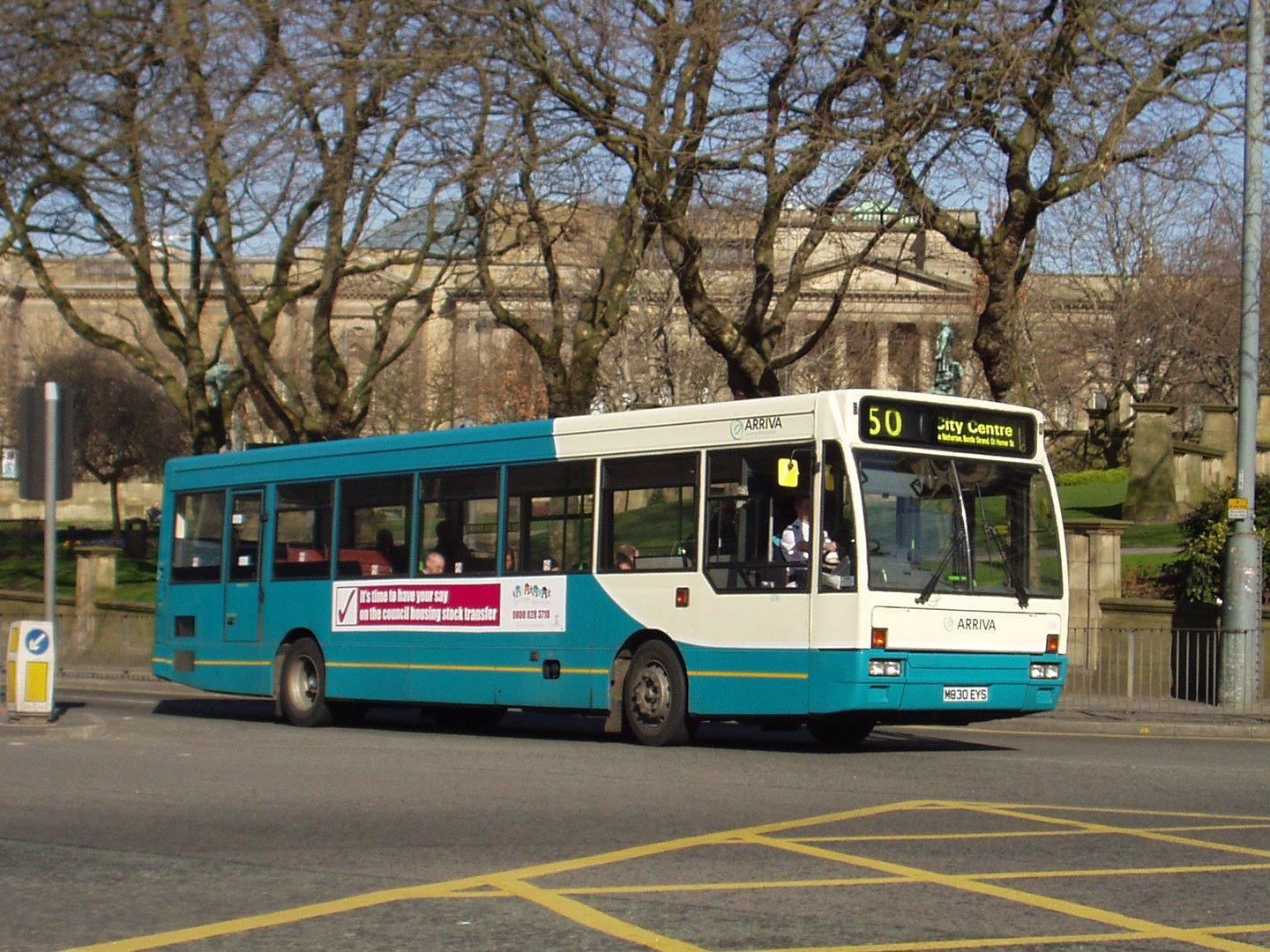
Bus der Arriva in Liverpool, England
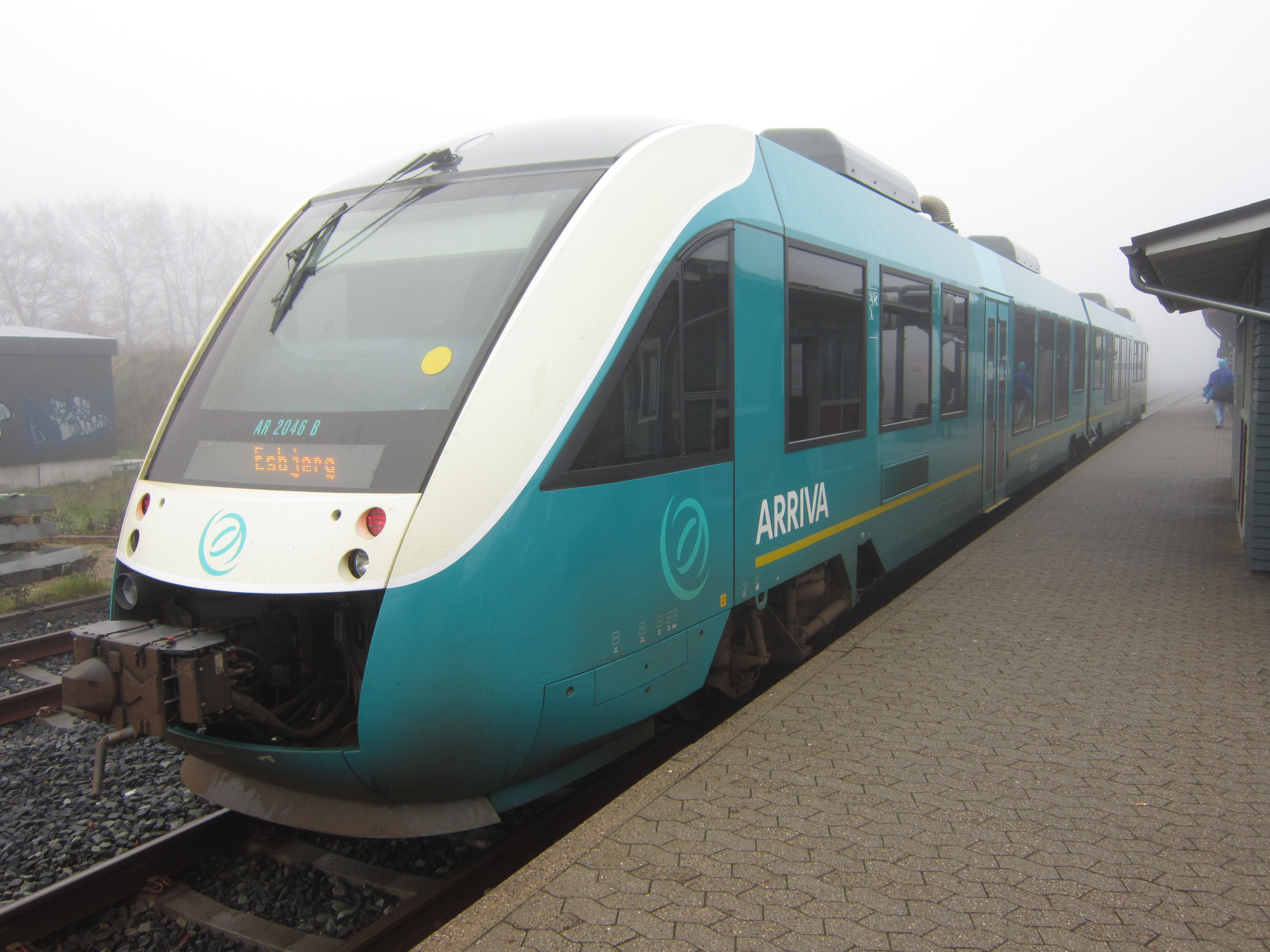
LINT-Triebwagen von Arriva in Dänemark
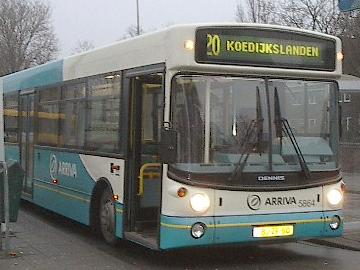
Bus der Arriva Nederland in Meppel
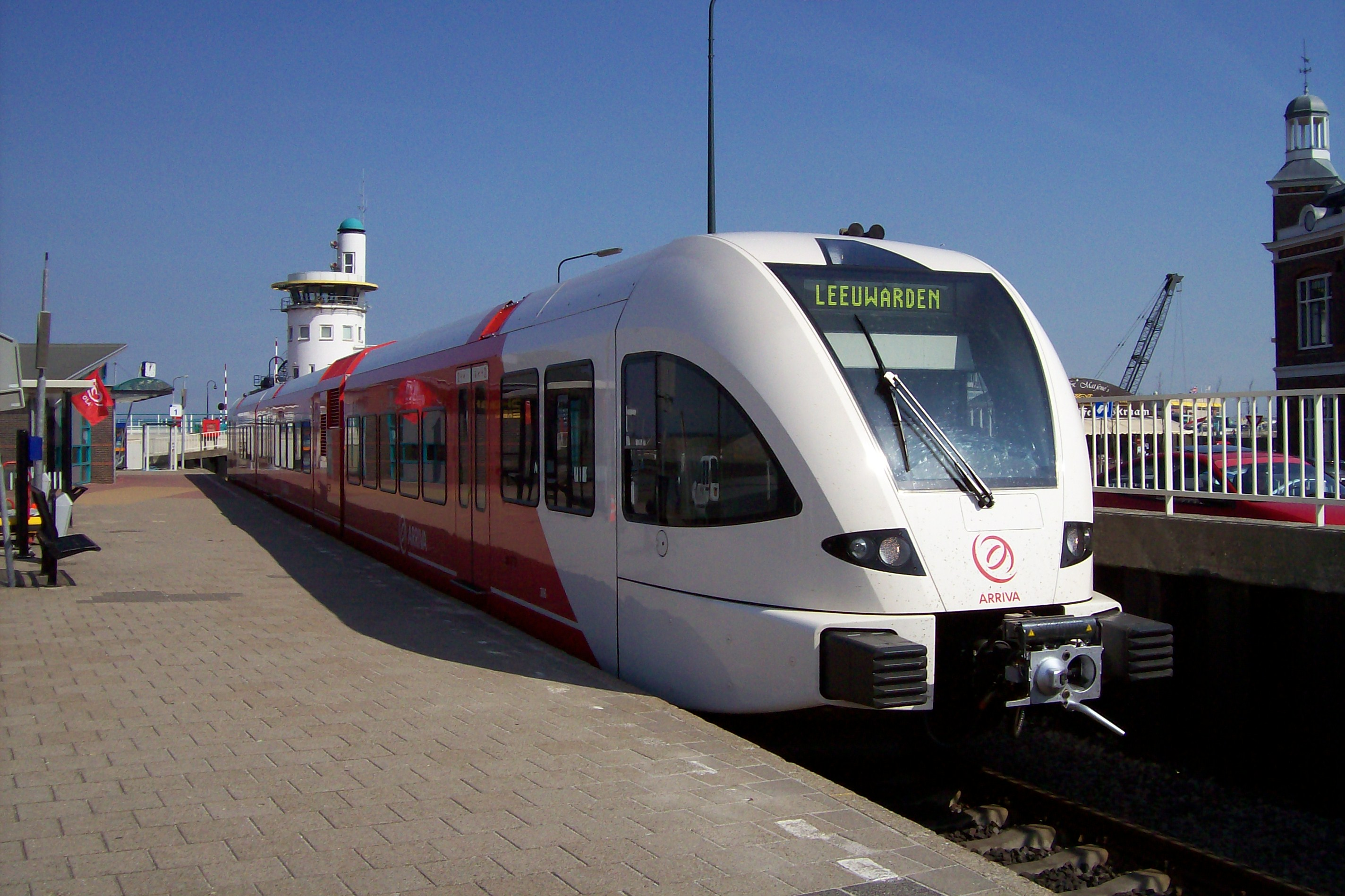
GTW 2/8 der Arriva Nederland in Harlingen am Hafen
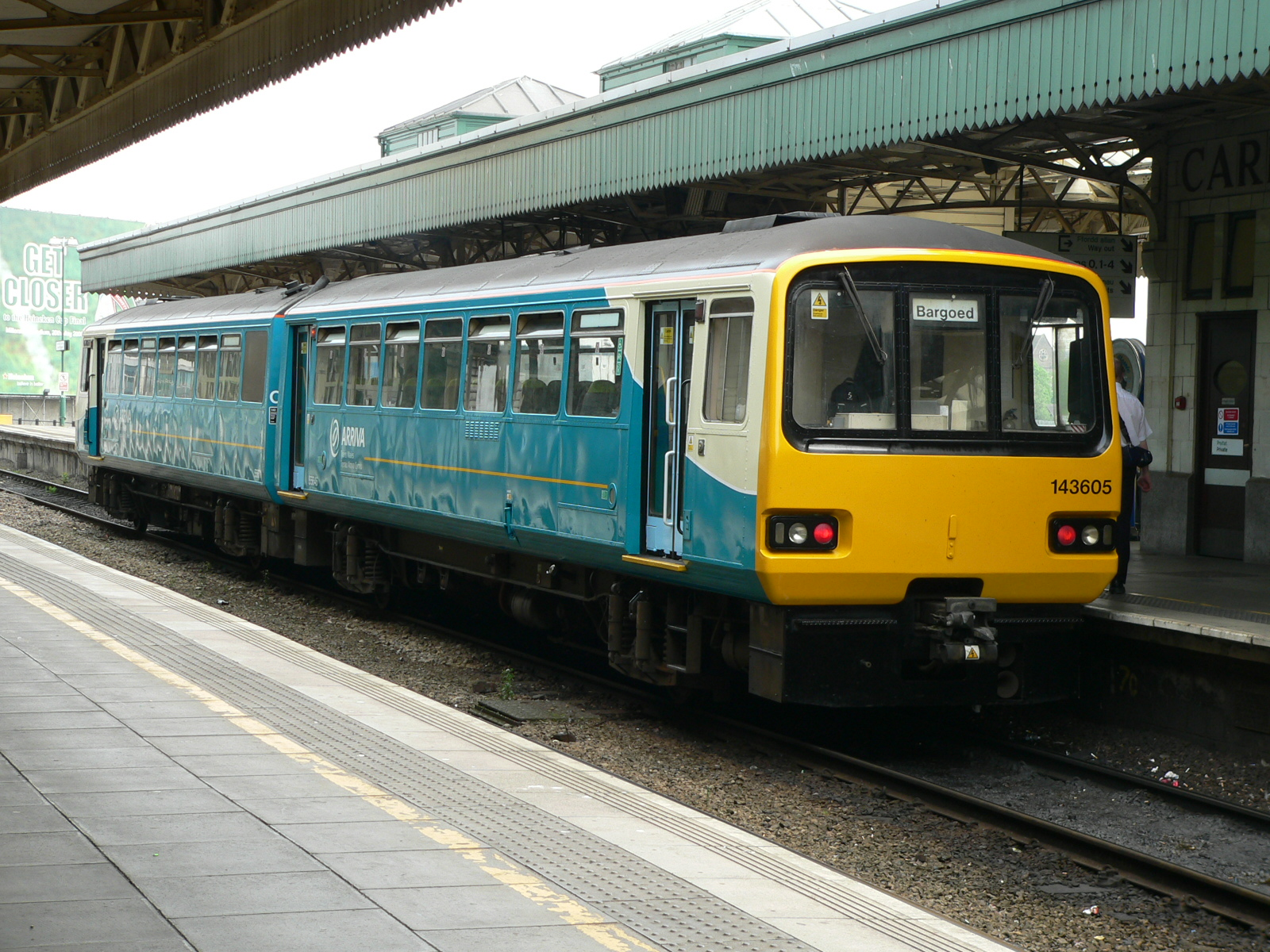
Dieseltriebwagen der Arriva Trains Wales in Cardiff
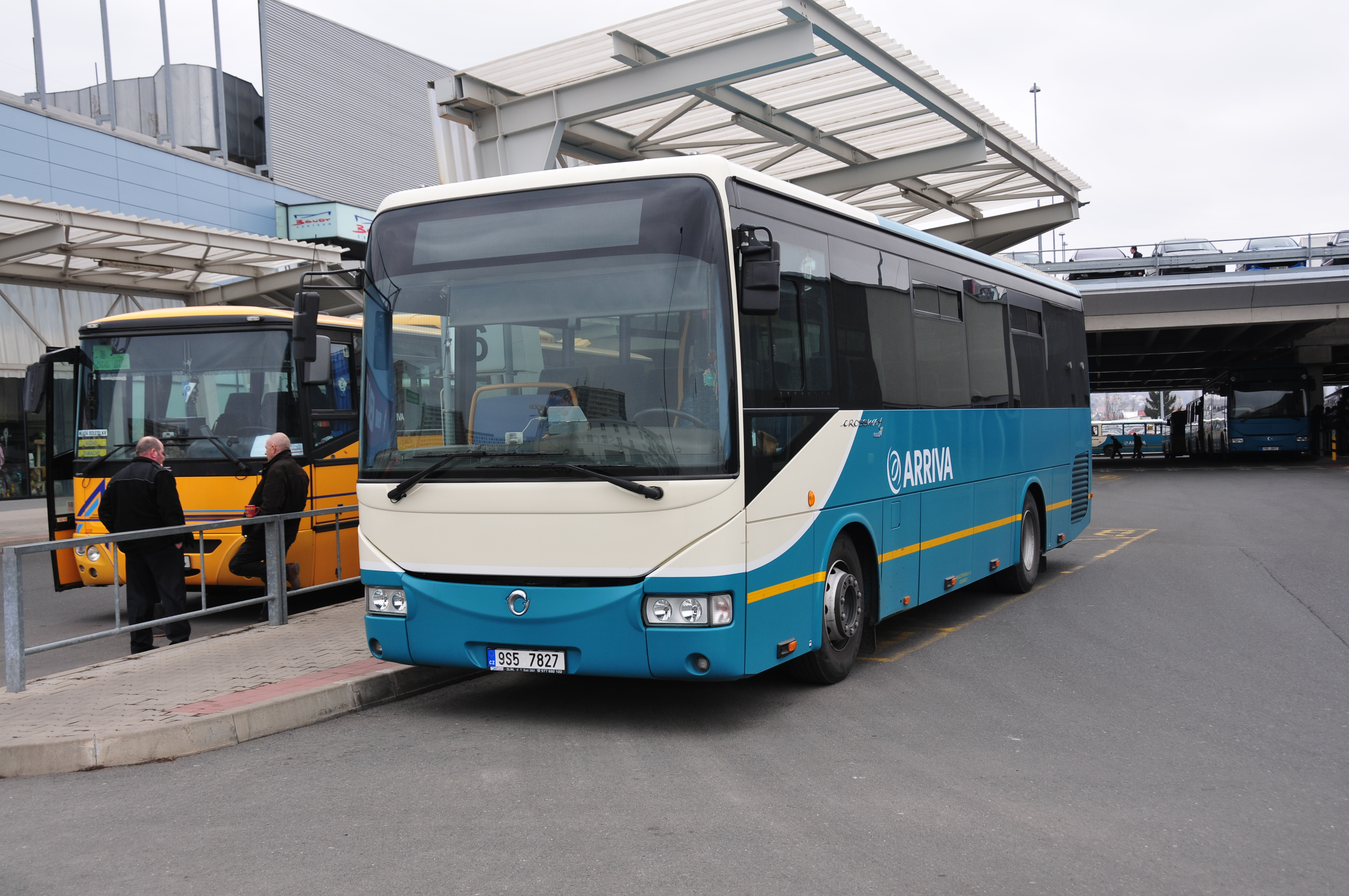
Bus in Mladá Boleslav, Tschechien
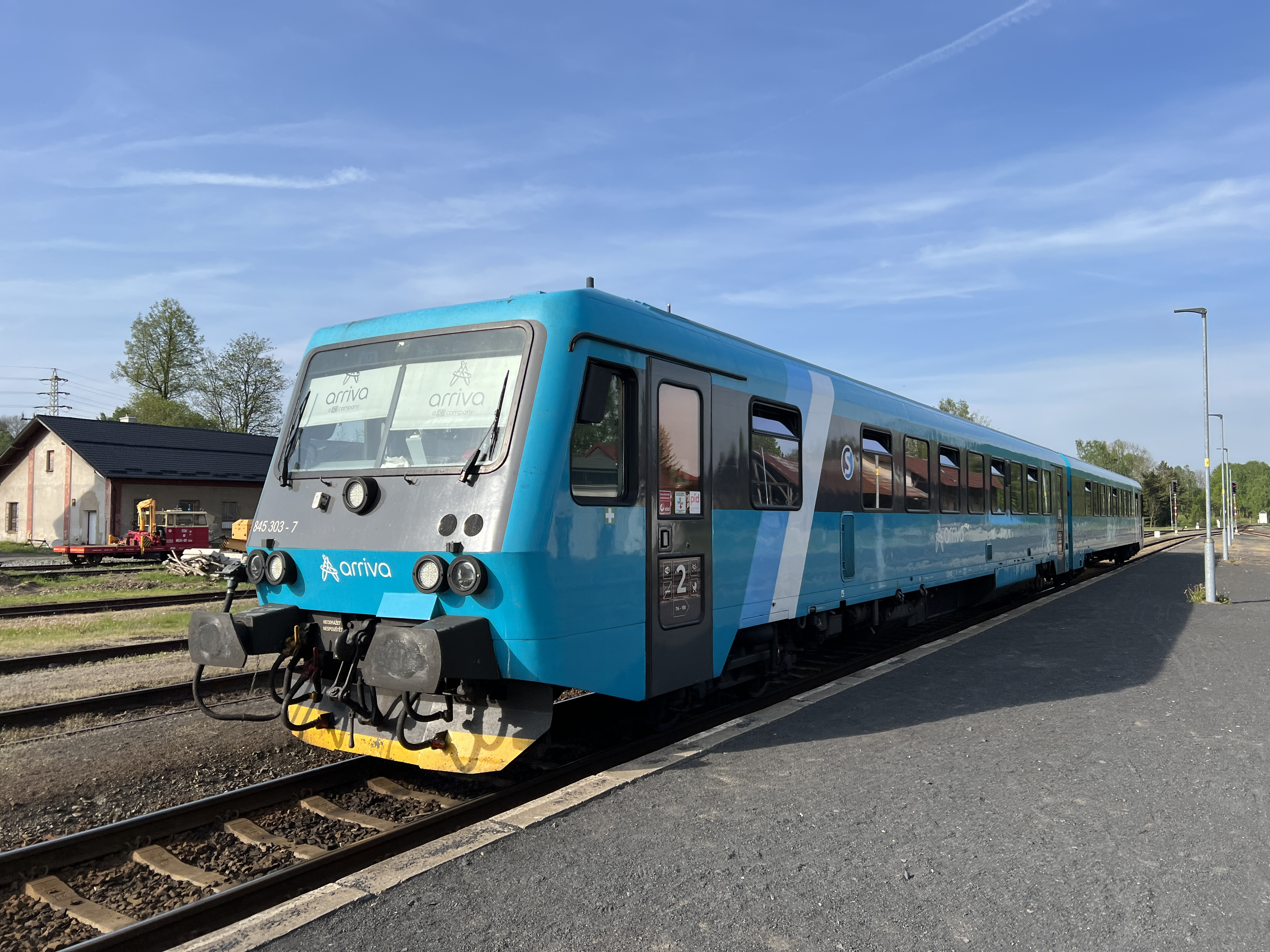
Dieseltriebwagen (ehemals DB-Baureihe 628) der Arriva in Tschechien
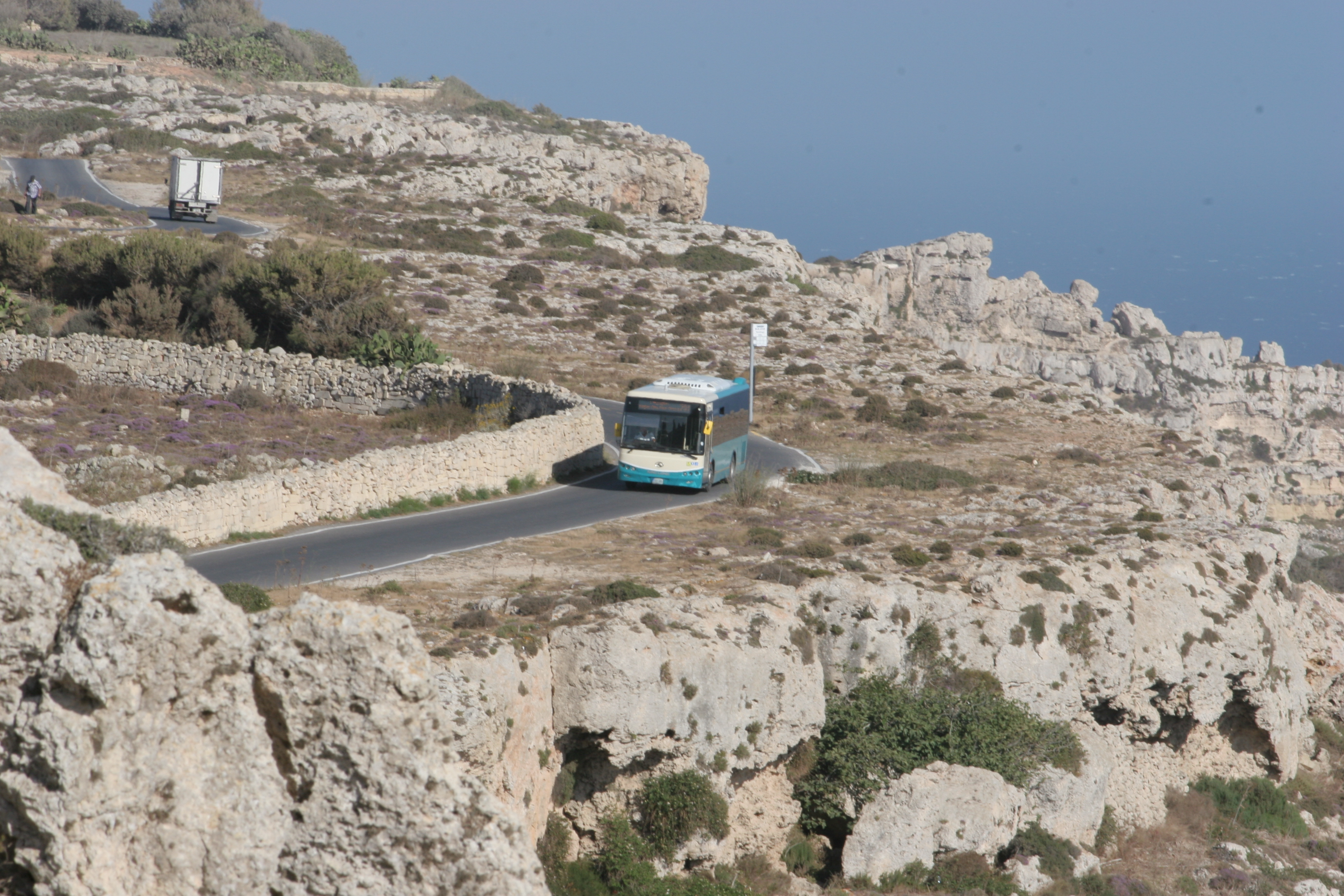
Bus auf Malta in der Nähe der Dingli Cliffs